# Barthélémy Mésas
Barthélémy Mésas fue un jugador de fútbol francés nacido el 21 de julio de 1931 en Marsella y fallecido el 30 de diciembre de 2012 en Alès. Su posición en el terreno de juego fue centrocampista.

## Biografía
Barthélémy Mésas se unió al Olympique de Marsella a la edad de 17 años, después de una juventud pasada en el distrito del club Le Rouet, equipo al cual se unió en 1951. El jugador evolucionó en el club hasta que llegó a jugar la Copa de Francia en la temporada 1953-1954, perdida contra el OGC Niza. En 1958, se unió al SO Montpellier con el que fue campeón de la segunda división en 1961.

## Clubes
| Club                  | País    | Año         | Partidos | Goles |
| --------------------- | ------- | ----------- | -------- | ----- |
| Olympique de Marsella | Francia | 1951 - 1958 | 166      | 8     |
| Montpellier HSC       | Francia | 1958 – 1965 | 172      | 1     |

## Palmarés
- Finalista de la Copa de Francia 1953-1954 con el Olympique de Marsella.
- Ganador del Campeonato de Francia de D2 1960-1961 con el SO Montpellier.